# Medical & Biological Engineering & Computing
Medical & Biological Engineering & Computing (ISSN 0140-0118, officiële afkorting Med. Biol. Eng. Comput.; kortweg MBEC) is een internationaal peer-reviewed wetenschappelijk tijdschrift op het gebied van de biomedische technologie en medische fysica.
MBEC is opgericht in 1963 en had in 2016 een impact factor van 1,9. Het blad publiceert artikelen op de raakvlakken van de geneeskunde, biologie, natuurkunde, informatica, en techniek. Het wordt uitgegeven door Springer Science+Business Media. De inhoud is over het algemeen alleen beschikbaar voor abonnees. Veel  universiteiten hebben een abonnement. Auteurs kunnen er ook voor kiezen zelf de kosten van publicatie te vergoeden, waarna het artikel door iedereen gratis gelezen kan worden.